# Enzo Assenza
Enzo Assenza, all'anagrafe Vincenzo Assenza (Pozzallo, 8 ottobre 1915 – Roma, 22 novembre 1981), è stato uno scultore, pittore e ceramista italiano che ha operato a cavallo della metà del XX secolo.

## Biografia
Nato a Pozzallo in un ambiente in cui erano già presenti i temi dell'arte e della cultura visiva (il padre, originario di Modica, era un decoratore di chiese e occasionalmente scultore, lo zio materno, un canonico, valente pittore di scuola ottocentesca), Enzo Assenza ebbe insieme ai fratelli Beppe e Valente, anch'essi divenuti pittori, un forte impulso a intraprendere la carriera artistica. Trasferitasi la famiglia a Siracusa dalla cittadina d'origine nel 1927, ebbe modo giovanissimo di entrare in contatto con i capolavori dell'arte greca (il Museo archeologico di Siracusa, il teatro, ecc.) e di compiere i primi passi come scultore in un piccolo locale da lui adibito a studio, dove già a sedici anni ebbe la ventura di fare un ritratto in marmo di un grande attore del teatro greco, Annibale Ninchi (fratello degli attori Carlo ed Ave).
A soli diciassette anni, nel 1932, attratto dalle promesse della capitale, Enzo Assenza si trasferisce a Roma insieme al fratello Valente. Riesce a mantenersi grazie a saltuarie collaborazioni con alcuni famosi scultori dell’epoca utilizzando, insieme al fratello Valente, come alloggio e studio un vecchio fabbricato in campagna offertogli da un amico. Comincia a frequentare i cenacoli culturali più importanti dell’epoca fra i quali i salotti letterari di Margherita Sarfatti (scrittrice, giornalista e critica d'arte) e di Tatiana Tolstoi (seconda figlia del famoso scrittore russo). È proprio in tali ambienti che iniziò la sua fortuna nel mondo dell’arte. I contatti avuti in tale ambito gli consentono di organizzare una prima mostra personale, che si terrà in una villa di via Gregoriana di un'ereditiera statunitense, Marion Kemp. La mostra, visitata da importanti personaggi dell’epoca, tra cui lo scultore Pietro Canonica, la Regina Elena e il suo seguito, ha un immediato e enorme successo. Tutte le opere vennero vendute.
Nel frattempo, Enzo Assenza frequenta i corsi dell’Accademia di belle arti di Roma, quelli dell’Accademia di Francia e quelli della Accademia libera del Nudo. Vince una borsa di studio (primo in graduatoria) per la Scuola dell’Arte della Medaglia. Nel 1934, a soli 19 anni, espone le sue opere in una mostra personale che si tiene a palazzo Torlonia. L’anno seguente viene invitato (il più giovane scultore presente) alla Biennale di Venezia dove l'opera La signorina Marta viene acquistata dal re Vittorio Emanuele III. Nel 1935 gli viene assegnata una borsa di studio biennale e un grande studio attrezzato sulla via Flaminia. Con il diffondersi della sua fama le mostre, i concorsi e gli incarichi si moltiplicano fino a quando cominciano a spirare venti di guerra in Europa e in Italia. Nel 1939, poco dopo essersi sposato con Lydia Battistone, viene chiamato alle armi e destinato a varie sedi. All’entrata in guerra dell’Italia, viene inviato al fronte francese dove per fortuna l’armistizio lo coglie dopo pochi giorni.
Nel dopoguerra, Enzo Assenza si inserisce a pieno titolo nei circoli artistici più importanti della capitale dove viene in contatto con i personaggi della cultura romana dell’epoca: già nel 1956 in seguito alla partecipazione alla XXVIII Biennale d'arte di Venezia la sua opera Il Gatto è acquistata dal Ministero della Pubblica Istruzione per la Galleria nazionale d’Arte Moderna di Roma. Sensibile ai fermenti culturali tipici del secolo ventesimo non si è tuttavia lasciato travolgere dalle mode correnti e per dirla con un suo critico (R. Civello) «Non si trattava solo di rompere con dei modelli esercitando sulle forme una forzatura differenziatrice, ma di trovarne il punto giusto di sutura con la problematica militante». I successi di critica e di pubblico si susseguono come gli incarichi per l’esecuzione di opere monumentali di carattere sia civile che religioso. A tale proposito vanno ricordati la realizzazione dell’enorme abside (27x12m, il più grande bassorilievo in ceramica della storia dell'arte) in ceramica e delle porte in bronzo (5,5 tonnellate) della cattedrale di Hartford (Connecticut - USA), la statua della Giustizia situata davanti al Palazzo di giustizia di Bari e il monumento equestre dell'eroe eponimo del Libano collocata in una delle piazze principali di Beyrut. Nel 1969 vince poi un Concorso Internazionale per la realizzazione delle opere di scultura da collocare a Kinshasa nel Monumento all'Indipendenza del Congo; la parte architettonica è vinta da tre architetti cileni, ma il monumento, di dimensioni enormi, non fu poi realizzato per i disordini che afflissero il paese negli anni seguenti.
Non sono inoltre da dimenticare la statua in bronzo L'Immacolata, per la Cattedrale di Manila (Filippine), la statua di S. Lucia per la chiesa di S. Giovanni evangelista a Buenos Aires, o il San Bartolomeo in marmo per il Duomo di Messina. Per i suoi meriti in campo artistico, nel 1970 vince il Sileno d'Oro e nel 1976 il premio Artefici del Lavoro Italiano nel Mondo. Morì improvvisamente il 22 novembre 1981, mentre firmava alcune opere di grafica appena terminate.
Il Comune di Modica, nel 1999, istituisce una galleria intitolata a Enzo Assenza nella quale, grazie ad una scelta antologica delle sculture presenti, viene mostrato il percorso stilistico dell'autore. Sue opere figurano in musei e Gallerie di Arte Moderna (Roma, Firenze, Stoccolma, etc.) e in collezioni private italiane e straniere.
A Pozzallo, sua città natale, gli è stata intitolata una via nei pressi del Lungomare insieme ai fratelli Beppe e Valente.

## Critica
L'opera di Enzo Assenza è stata analizzata da un punto di vista critico negli scritti di: Michele Biancale, Raffaele Carrieri, Giacomo Etna, Ottavio Profeta, Giuseppe Pacchioni, Giuseppe Pensabene, Giuseppe Luongo, Corrado Maltese, Paolo Catalano, Lionello Fiumi, Virgilio Guzzi, Giulio Monteverde, Ugo Ojetti, Ercole Patti, Margherita Sarfatti, Antonello Trombadori, Marcello Venturoli, Leonardo Borghese, Luciano Budigna, Doda Ballardini, Dandolo Bellini, Libero Belgiorno, Pia Bruzzichelli, Toni Bonavita, Nino Borghi, Renato Civello, Ferdinando Caioli, Nicola Ciarletta, Enrico Contardi, Vladimiro Caioli, Alberto Colangeli, Giovanni Calendoli, Aldo Carratore, Maria Concogni, Marcello Camillucci, Guido de Virgilio, Giuseppe Grillo, Jo Di Benigno, Alfredo Entità, Giovanni Fallani, Guido Guida, Pietro Girace, Ernesto Galdi, Francesco Lustri, Maria Lazzaro, Franco Miele, Valerio Mariani, Ettore Maselli, Enzo Maganuco, Ugo Moretti, Salvatore Maugeri, Giulio Madurini, Alberto Neppi, Arturo Pejrot, Mario Portalupi, Elvo Puccinelli, Salvatore Quattrocchi, Claudia Refice, Rino Riva, Aldo Romiti, Paolo Rio, Francesco Sapori, Piero Scarpa, Giuseppe Sciortino, Alfredo Schettini, Vittorio Scorza, Carlo Segala, Carlo Tridenti, Lorenza Trucchi, Walter Trillini, Luciano Tempesta, Maurizio Valitutti, G. L. Versellesi.

## Premi
- 1934 - Primo in graduatoria per l'assegnazione di una Borsa di Studio per la Scuola dell'Arte della Medaglia.
- 1934 - Premio di Primo Grado nel concorso di scultura Omaggio agli Eroi, Palazzo del Quirinale, Roma.
- 1935 - Assegnazione di una Borsa di Studio al merito e di un grande studio di scultura per un periodo di due anni, Roma.[1]
- 1939 - Vince il concorso per le opere di scultura da collocarsi nella nuova stazione di Roma-Termini (Progetto Mazzoni).
- 1940 - Premio per la scultura in pietra Meditazione. Mostra Sindacale “Mercato di Traiano”, Roma.
- 1946 - Vince il concorso per l’esecuzione di una grande statua in marmo di S. Bartolomeo per il Duomo di Messina.
- 1950 - Mostra della Ricostruzione, Roma. Vince un concorso con il premio ex aequo.
- 1955 - Primo Premio alla Mostra-Concorso del Presepio, Palazzo Braschi, Roma.
- 1959 - Concorso Internazionale d’Arte Sacra per la Cattedrale di Manila (Filippine).
- 1961 - Prescelto dall’Istituto Internazionale di Arte Liturgica per la realizzazione dell’della cattedrale di Hartford (Connecticut - USA).
- 1963 - Vince un concorso nazionale per la realizzazione di una grande statua in bronzo della “Giustizia” da collocare nella piazza dei Tribunali a Bari.
- 1963 - Due sue sculture vengono prescelte e acquistate dell’I.N.P.S. per la sua collezione artistica.
- 1964 - Primo premio di Scultura alla “Mostra del Soldato”, Palazzo Barberini, Roma.
- 1968 - Vince un concorso per la realizzazione di un grande altorilievo in bronzo per l’Ospedale Civile di Terni.
- 1969 - Vince un concorso internazionale per la realizzazione delle opere di scultura da collocare a Kinshasa nel Monumento all’Indipendenza del Congo.
- 1970 - Vince il concorso per la realizzazione di un altorilievo in bronzo destinato alla facciata del palazzo dell’I.N.P.S.. di Palermo.
- 1970 - Vince il Premio Sileno d’Oro, Gela.
- 1974 - Vince in concorso per la realizzazione di quattro bassorilievi in bronzo per il Cimitero Monumentale del Verano, Roma.
- 1975 - Vince un concorso per la realizzazione di un monumento equestre dell’eroe nazionale del Libano, Beyruth.

## Mostre
- 1934 - Mostra personale a Palazzo Torlonia, Roma.
- 1935 - Partecipa per la prima volta alla Biennale Internazionale d’Arte di Venezia: l’opera La signorina Marta è acquistata dal re Vittorio Emanuele III.
  - Partecipa alla prima mostra d’Arte Contemporanea a Siracusa.
  - Mostra Sindacale Roma.
- 1936 - Mostra sindacale Roma.
- 1937 - Mostra sindacale Roma.
- 1938 - III Quadriennale Nazionale d’Arte, Roma.
- 1940 - Mostra Sindacale “Mercato di Traiano”, Roma.
  - XXII Biennale Internazionale d’Arte, Venezia
- 1941 - Mostra Intersindacale, Milano.
- 1943 - IV Quadriennale Nazionale d’Arte, Roma.
- 1944 - Mostra Sindacale alla “Galleria di Roma”, Roma.
- 1946 - IV mostra delle Arti Figurative, Siracusa.
- 1948 - Mostra d’arte Contemporanea, Siracusa.
- 1950 - Mostra del gruppo “Art Club” alla Galleria Nazionale d’Arte Moderna di Roma. Un’opera è acquistata dal Museo d’Arte Moderna di Stoccolma.
  - Mostra della Ricostruzione, Roma.
- 1951 - VI Quadriennale Nazionale d’Arte, Roma.
- 1952 - Mostra collettiva al Centro di Cultura Italiano, Parigi.
- 1953 - Mostra d’Arte del Mezzogiorno, Palazzo delle Esposizioni, Roma.
- 1955 - Mostra di Arti figurative della Comunità delle Arti all’Accademia dei Lincei, Roma.
  - Mostra d’Arte Figurativa Contemporanea, Ferrara.
  - Mostra-Concorso del Presepio, Palazzo Braschi, Roma.
- 1956 - VII Quadriennale Nazionale d’Arte (opere monumentali), Roma.
  - XXVIII Biennale Internazionale d’Arte di Venezia.
  - Biennale Internazionale di Scultura, Carrara.
- 1958 - Rassegna di Arti Figurative di Roma e del Lazio.
- 1959 - Mostra del Trentennale della Conciliazione, Roma.
  - Mostra Internazionale di Francoforte.
  - IV Biennale d’Arte Sacra all’Angelicum, Milano.
  - VIII Quadriennale Nazionale d’Arte, Roma.
- 1961 - III Rassegna di Arti Figurative di Roma e del Lazio.
- 1962 - Mostra d’Arte “Omaggio al Concilio”. Palazzo Venezia, Roma.
- 1963 - IV Rassegna di Arti Figurative di Roma e del Lazio.
  - Mostra ispirata al Natale, New York.
- 1964 - Personale alla Galleria Ghelfi, Verona.
  - “Mostra del Soldato”, Palazzo Barberini, Roma.
- 1965 - Mostra Galleria “Montpit", Monaco di Baviera.
- 1966 - Collettiva Istituto Italiano di Cultura di Colonia.

Numerose mostre personali si sono svolte nelle seguenti città:
Roma, Milano, Firenze, Catania, Francoforte (Germania), Messina, Ravenna, Spoleto, Bad Nauheim (Germania), Padova, Palermo, Belluno, Pescara, Cortona, Cosenza, Siracusa, Verona, ecc.

## Opere

### Opere monumentali (selezioni)
- 1937 - Monumento a S. Francesco, Chiostro del Monastero di Ispica.
- 1938 - Monumento Parodi, Arcinazzo.
- 1939 - Bozzetti di opere monumentali per la stazione di Roma (Progetto Mazzoni).
- 1940 - Sculture del Padiglione di Rodi. Mostra d’oltremare, Napoli.
- 1947 - Statua di S.Bartolomeo, marmo. Duomo di Messina.
- 1948 - Monumento Sapienza, marmo. Cimitero Monumentale, Catania.
- 1949 - S. Lucia, legno dorato. Chiesa di S. Giovanni evangelista, Buenos Aires.
- 1956 - Scultura per la facciata della Chiesa di S. Pio X. Lecce.
- 1958 - Statua del Cristo Lavoratore. Pro Civitate Cristiana, Assisi.[7]
- 1958 - Grande pannello per la Banca d'Italia. Lecce.
- 1959 - Vita di S.Giovanni Bosco, altorilievo in marmo. Basilica di San Giovanni Bosco, Roma.
- 1959 - Il rodeo, bronzo. Proprietà Fiat, Roma.
- 1959 - Statua dell'Immacolata Concezione. Cattedrale di Manila.
- 1960 - Bassorilievo. Palazzo Zagarella, Reggio Calabria.
- 1962 - Scultura dell'Assunzione di Maria nell'abside della Chiesa Madre di Carmiano (LE), Italia.
- 1962 - Abside in ceramica. Cattedrale di St. Joseph (Hartford, Connecticut, USA)
- 1962 - Tre porte in bronzo. Cattedrale di St. Joseph (Hartford, Connecticut, USA)
- 1963 - Statua della Giustizia. Palazzo di Giustizia, Bari.
- 1963 - Ceramiche policrome. Chiesa di S. Paolo della Croce, Atlanta, Georgia (USA)
- 1964 - L'umanità del Soldato, statua lignea. Palazzo Barberini, Roma.
- 1968 - Grande altorilievo in bronzo. Ospedale Civile, Terni.
- 1968 - Monumento a Maura Degollado de Maciel. Cotija de la Paz, Messico.
- 1969 - Grande bozzetto per il monumento all'indipendenza del Congo.
- 1970 - Altorilievo in bronzo. Facciata del palazzo I.N.P.S., Palermo.
- 1971 - S. Antonio. Chiesa di S. Antonio di Padova, Foggia
- 1975 - Monumento equestre di Fakhr Al Din, bronzo. Beyrut.
- 1979 - S. Giovanni Battista, monumento in bronzo. Pozzallo.[8]
- Statua di S.Caterina. Basilica di Santa Maria sopra Minerva, Roma.
- Varie tombe di famiglia. Cimitero di Reggio Calabria.

### Ritrattistica (scultura e pittura)
- A. Ninchi
- F. S. Nitti[9]
- G. Assenza (padre)
- A. Spadaro (madre)
- B. Assenza (fratello)
- L. Assenza (sorella)
- A. Assenza (sorella)
- L. Battistone (moglie)
- Principe L. Chigi Albani della Rovere
- M. Sarfatti
- M. Maltese
- Senatore Leopoldo Parodi
- Principessa Beatrice Bonaccorsa Boncompagni-Ludovisi
- C. Mancinelli Scotti
- B. Modica
- F. Pasqualino
- F. Boneschi
- L. Tallarico
- F. Manetti
- K. Weissemberg
- G. Polidori Pelati
- P. Bruno di Belmonte
- B. Floridia
- R. D'Este

### Filmografia
Su Enzo Assenza esistono alcuni servizi per cinegiornali, resi disponibili dall'Archivio dell'Istituto Luce:
- L'Europeo CIAC (E1099-1958) - Le Muse in Galleria (Roma): inaugurazione di una mostra personale dedicata ad Enzo Assenza., su archivioluce.com. URL consultato il 1º settembre 2018 (archiviato dall'url originale il 25 settembre 2015).
- Orizzonte Cinematografico (OC251-1961) - Presentazione a Roma della grande ceramica absidale destinata alla Cattedrale di Hartford nel Connecticut ed eseguita dallo scultore Enzo Assenza., su archivioluce.com. URL consultato il 1º settembre 2018 (archiviato dall'url originale il 25 settembre 2015).
- RADAR (R0690) - In Vaticano è stata allestita una mostra che ha per tema l'evangelizzazione nell’arte., su archivioluce.com. URL consultato il 1º settembre 2018 (archiviato dall'url originale il 4 marzo 2016).
- Panorama Cinematografico (pc280-1971) - Le sculture di Enzo Assenza esposte in una galleria a Roma., su archivioluce.com. URL consultato il 1º settembre 2018 (archiviato dall'url originale il 25 settembre 2015).
- SETTE G (S0207) - Lo scultore Enzo Assenza al lavoro nel suo studio., su archivioluce.com. URL consultato il 1º settembre 2018 (archiviato dall'url originale il 25 settembre 2015).
- SETTE G (S0247-1970) - Personale dello scultore Enzo Assenza, su archivioluce.com. URL consultato il 1º settembre 2018 (archiviato dall'url originale il 4 marzo 2016).
- SETTE G (S0283-1971) - Dall’Italia alla Svizzera: mostra personale di sculture e graffiti di Enzo Assenza, allestita a palazzo Braschi per iniziativa della Società Italo-Svizzera di cultura., su archivioluce.com. URL consultato il 1º settembre 2018 (archiviato dall'url originale il 4 marzo 2016).
- Notizie Cinematografiche (N 0233-1972) - Personale dello scultore Enzo Assenza., su archivioluce.com. URL consultato il 1º settembre 2018 (archiviato dall'url originale il 6 marzo 2016).
- Notizie Cinematografiche (N 0274-1972) - Mostra personale di Enzo Assenza., su archivioluce.com. URL consultato il 1º settembre 2018 (archiviato dall'url originale il 4 marzo 2016).
- Cinemondo (CN277-1975) - Manifestazione culturale a Santa Maria sopra Minerva in occasione dell'Anno Santo 1975.